# The 13th
«The 13th» es el vigesimoctavo sencillo de la banda británica The Cure, el primero en ser editado tras un paréntesis de cuatro años, y el primero extraído de su álbum Wild Mood Swings, de 1996.
En Reino Unido alcanzó la posición 15 en el UK Singles Chart y el 44 en el Billboard Hot 100 de los Estados Unidos.

El bajista Simon Gallup habló sobre la creación de la canción en una entrevista contemporánea: 
"Esa fue una de las canciones de Robert, inicialmente llamada The 2 Chords Corp. porque eran solo dos acordes rasgueados en una guitarra. Era una de las canciones que habíamos grabado; Seguíamos agregando trozos de percusión y luego lo guardábamos y luego le agregamos más".
El sencillo fue tocado en directo en varias ocasiones durante el Swing Tour de promoción del álbum, y ha sido tocado en muy contadas ocasiones desde entonces.

## Video musical
El video musical de la canción fue dirigido por Sophie Muller y  muestra a Robert Smith, vestido con un vestido de terciopelo rasgado, acostado en su cama y viendo una transmisión de televisión donde actúa con The Cure. El comediante Sean Hughes también aparece en el video. 

## Lista de canciones
| CD1 (Reino Unido y Australia) 1. "The 13th" (swing radio mix) 2. "It Used to Be Me" 3. "The 13th" (Killer Bee mix) CD1 y casete (Estados Unidos) 1. "The 13th" (swing radio mix) 2. "Adonais" CD (Japón) 1. "The 13th" (swing radio mix) 2. "It Used to Be Me" 3. "Ocean" 4. "Adonais" | CD2 (Reino Unido) 1. "The 13th" (Two Chord Cool mix) 2. "Ocean" 3. "Adonais" CD2 (Estados Unidos y Canadiá) 1. "The 13th" (Two Chord Cool mix) 2. "Ocean" 3. "It Used to Be Me" 4. "The 13th" (Killer Bee mix) CD y casete (Europa) 1. "The 13th" (swing radio mix) 2. "It Used to Be Me" |

- Todas las canciones fueron escritas por Smith, Gallup, Bamonte, Cooper y O'Donnell.

## Posicionamiento en listas
| Listas (1996)                          | Mejor posición |
| -------------------------------------- | -------------- |
| Alemania (Offizielle Deutsche Charts)  | 55             |
| Australia (ARIA)                       | 31             |
| Bélgica (Flandes) (Ultratop 50)        | 43             |
| Bélgica (Valonia) (Ultratop 50)        | 12             |
| Canadá (RPM Rock/Alternative)          | 17             |
| Escocia (Scottish Singles Sales Chart) | 23             |
| Estados Unidos (Billboard Hot 100)     | 44             |
| Estados Unidos (Alternative Airplay)   | 15             |
| Estados Unidos (Dance Singles Sales)   | 11             |
| Finlandia (OFC)                        | 11             |
| Irlanda (IRMA)                         | 22             |
| Nueva Zelanda (Recorded Music NZ)      | 37             |
| Reino Unido (UK Singles Chart)         | 15             |
| Suecia (Sverigetopplistan)             | 20             |
| Suiza (Schweizer Hitparade)            | 29             |

## Músicos
- Robert Smith — guitarra, voz
- Simon Gallup — bajo
- Perry Bamonte — guitarra
- Roger O'Donnell — teclado
- Jason Cooper — batería, percusión